# Erythropodium hicksoni
Erythropodium hicksoni är en korallart som först beskrevs av Huzio Utinomi 1972.  Erythropodium hicksoni ingår i släktet Erythropodium och familjen Anthothelidae. Inga underarter finns listade i Catalogue of Life.